# مسرح بصرى

موقع مسرح بصرى على خريطة سوريا.

مسرح بصرى أو مدرج بصرى يقع في قلعة بصرى الأثرية في مدينة بصرى الشام في سوريا. وتقام عليه فعاليات مهرجان بصرى الدولي، ومن المعالم السورية المميزة.

## موقع المسرح
يتوضع المسرح جنوب المدينة  وخارج مركز المدينة القديمة على عكس ما كان ضمن المدن الأخرى من نفس الفترة، والتي يأخذ المسرح ضمنها مكاناً مهماً في مركز المدينة، وربما يعود السبب إلى أنه عندما تقرر إنشاء مسرح بصرى كان مركز المدينة مشغولاً بالمباني المختلفة خصوصاً بعد إنشاء الإمارة العربية عام 106م.

## الاكتشاف الأوروبي الحديث للمسرح
إن مسرح بصرى مثله مثل بقية المعالم الموجودة في المدينة على عكس المواقع الأثرية المغمورة لم يكن بحاجة للاكتشاف فقد بقي ظاهراً منذ بنائه حتى الوقت الحاضر، إلا أنه تعرض للتخريب والتغيير عبر العصور المختلفة واختفت أجزاء عديدة منه أسفل المباني الملحقة لا سيما الداخلية منه.
وصله الرحالة الغربيون لكن بشكل متأخر مقارنة مع تدمر وحلب ودمشق. حيث كانت المشاهدات الأولى للرحالة في الجنوب، وابتدأت بداية القرن التاسع عشر من قبل الألماني سيتزن (J.U.Seetzen) عام 1805م، ومن ثم الإنكليزي بانكز (W.J.Bankes) بين عامي 1816-1818 م، وقد أنتج خلال هذه الزيارة العديد من الرسومات للمباني التي تم التعرف عليها لاحقاً، فكانت بذلك واحدة من الوثائق الهامة لمدينة بصرى.
كذلك من بين الرحالة الذين زاروا بصرى خلال القرن التاسع عشر الرحالة دو لابورد (Labord De) الذي نشر العديد من الرسومات للمنشآت الهامة في المدينة.
وتوالت بعد ذلك العديد من زيارات الرحالة، واعتباراً من نهاية القرن التاسع عشر وبداية القرن العشرين أخذت هذه الزيارات تأخذ الطابع العلمي وتم نشر مجموعة من الأبحاث والدراسات مترافقة مع الرسوم التوضيحية والصور الفوتوغرافية.

## الأعمال الأثرية والتنقيبات

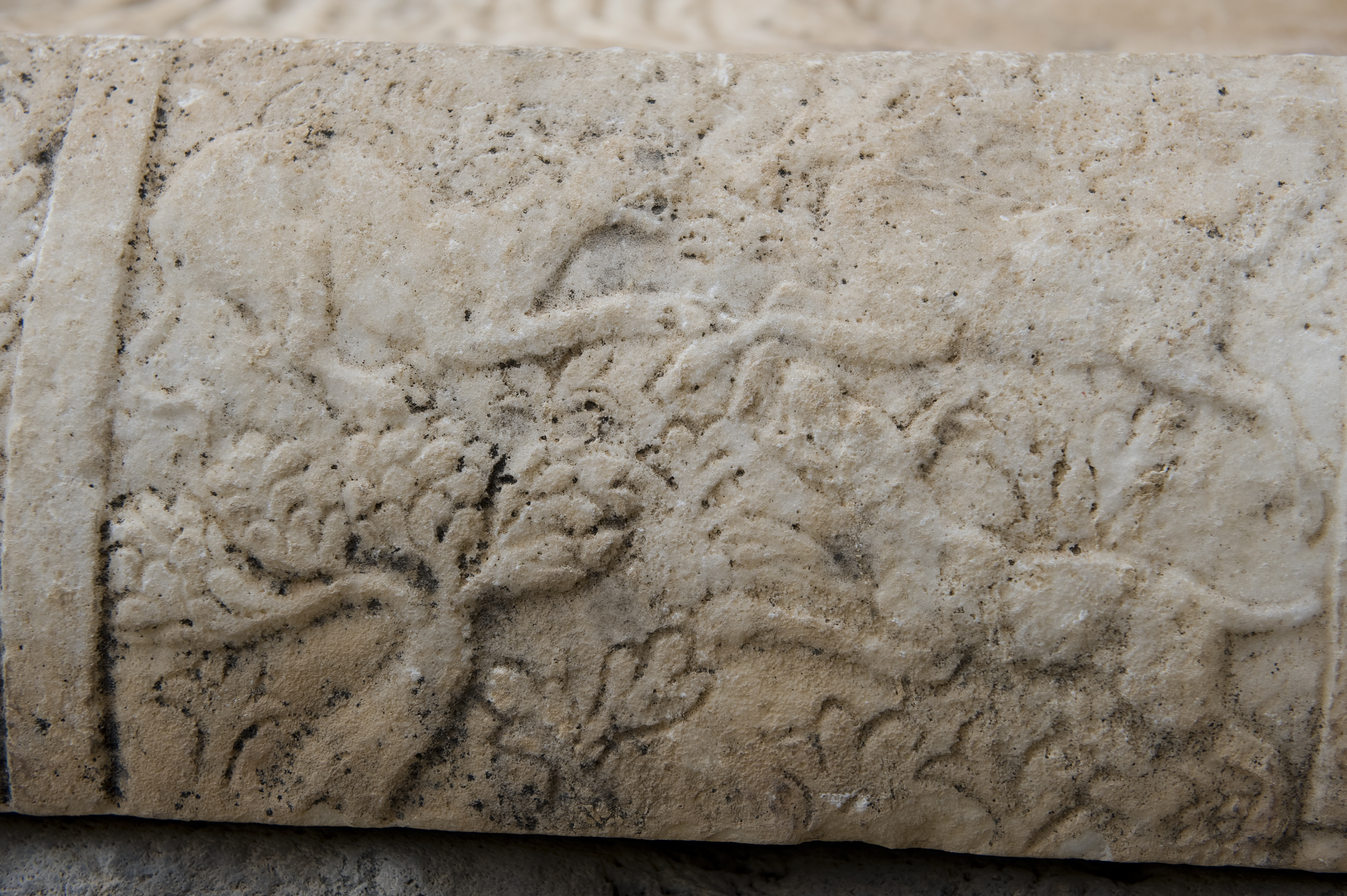
أحد المعروضات الموجودة في متحف الآثار في بصرى والتي عثر عليها في موقع المسرح الروماني

بدأت الأعمال الأثرية عام 1930م خلال فترة الاستعمار الفرنسي للمنطقة ورافقتها أعمال ترميم في الجامع العمري، وفي نهاية عام 1940 م بدأت أعمال الكشف عن مدرجات المسرح الذي كانت تغطيه منشآت إسلامية وخزان مياه، ومنذ الاستقلال بدأت المديرية العامة للآثار والمتاحف متابعة الأعمال بمشاركة البعثات الغربية ومنها الاستمرار بالكشف عن كامل المسرح حتى عام 1970م. وفي عام 1975م تم افتتاح متحف داخل قلعة بصرى أو المسرح.

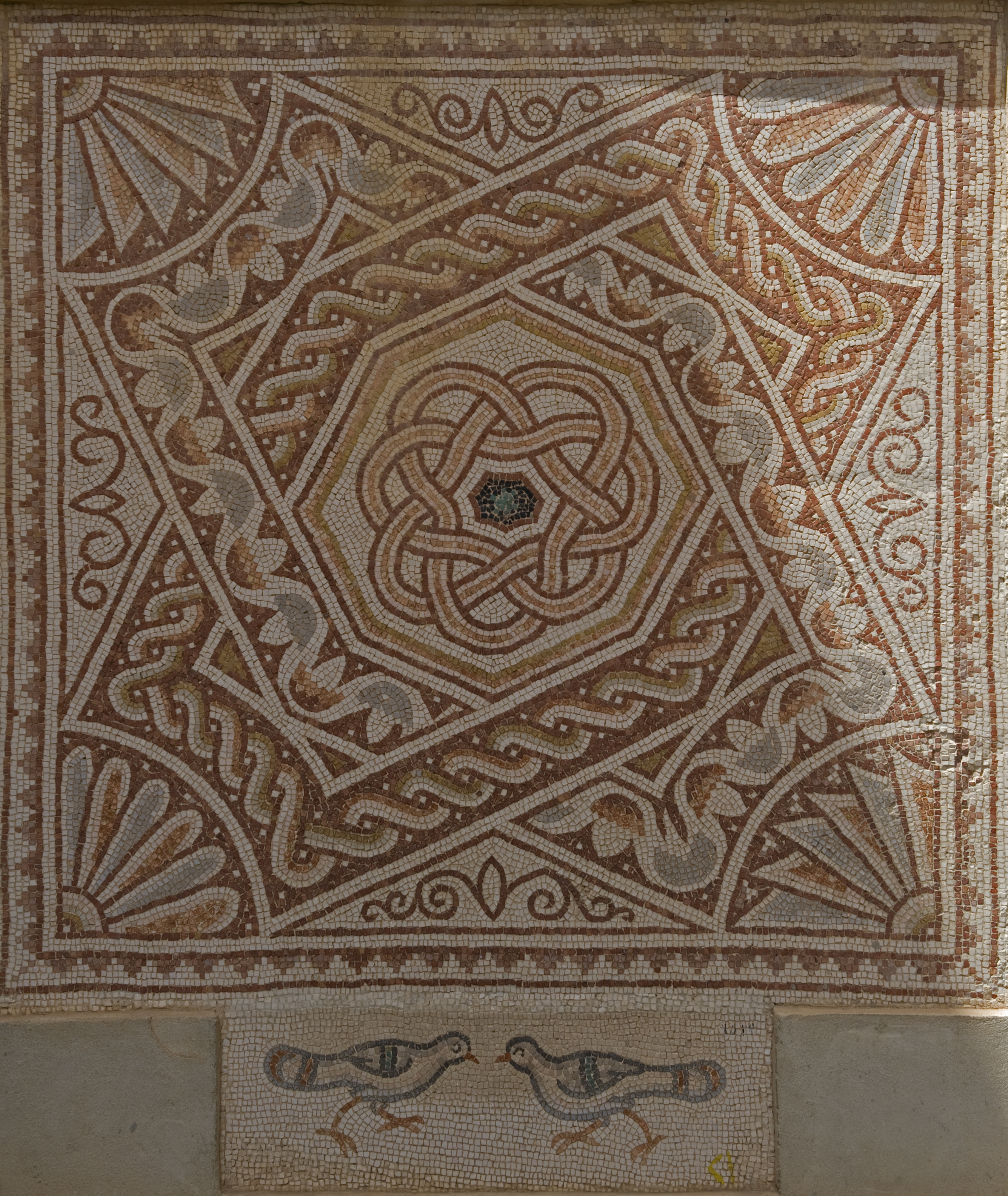
أحد المعروضات الموجودة في متحف الآثار في بصرى والتي عثر عليها في موقع المسرح الروماني

ويعد من أكبر المدرجات الأثرية وأجملها وقد حافظت الأبنية التاريخية في المدرج على معظم أقسامها. يتسع لأكثر من (17,000) متفرج على المدرجات، ويتسم بكثرة المداخل حيث يمكن للمتفرجين كلهم الخروج من المدرج خلال 10 دقائق.

## البناء

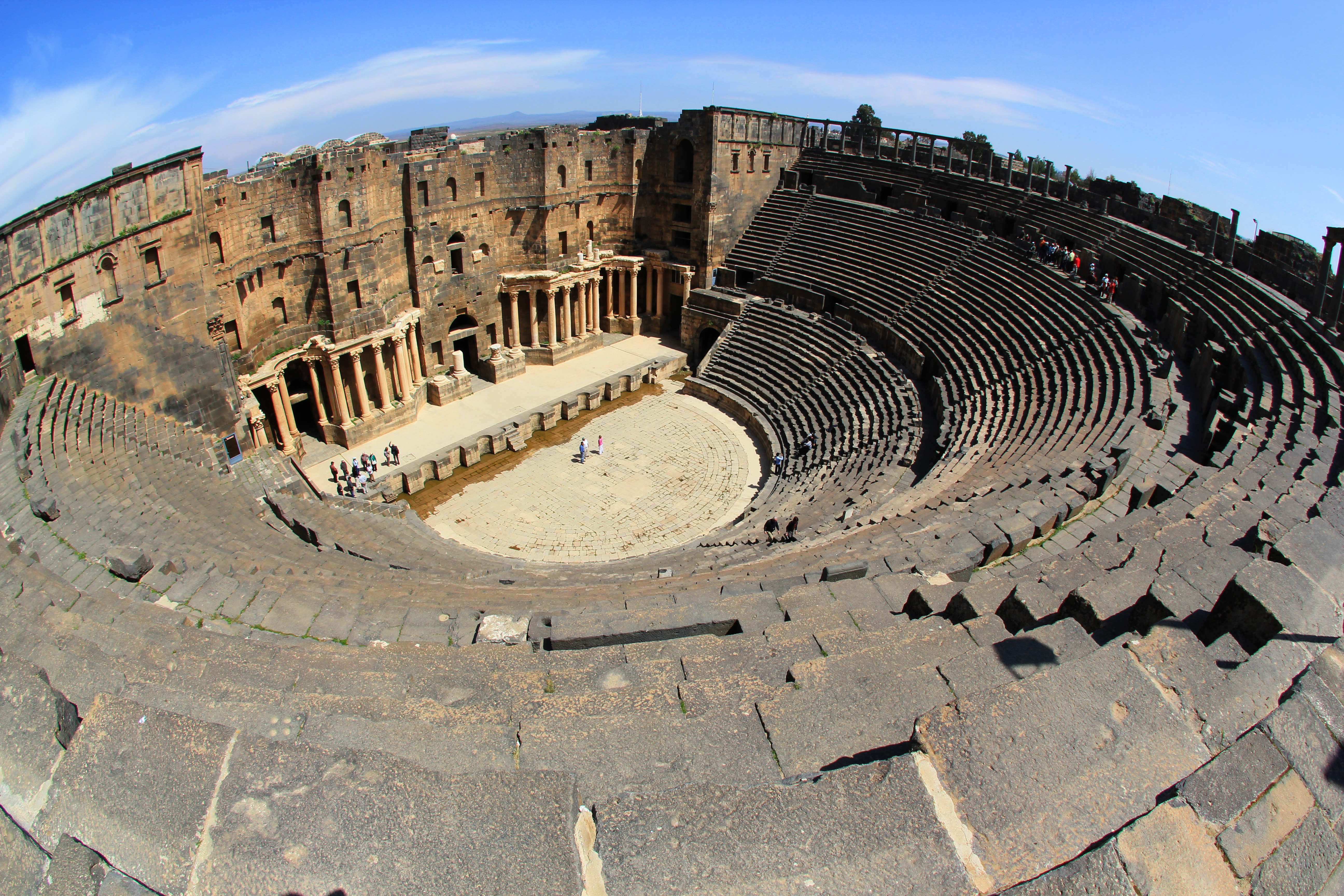
المسرح الروماني في بصرى

إن التاريخ الدقيق لبناء المسرح غير معروف، إلا أن أغلب الدراسات تشير إلى أن المسرح بني ما بعد العام 106م عندما اغتنم الرومان فرصة وفاة الملك النبطي رابال الثاني ليضموا المدينة والمقاطعة إلى الإمبراطورية الرومانية ولتصبح مدينة بصرى عاصمة للولاية العربية التابعة للإمبراطورية الرومانية، ويرجح أن المسرح بني ما بين عامي 117-138م خلال فترة الإمبراطور هادريانوس.

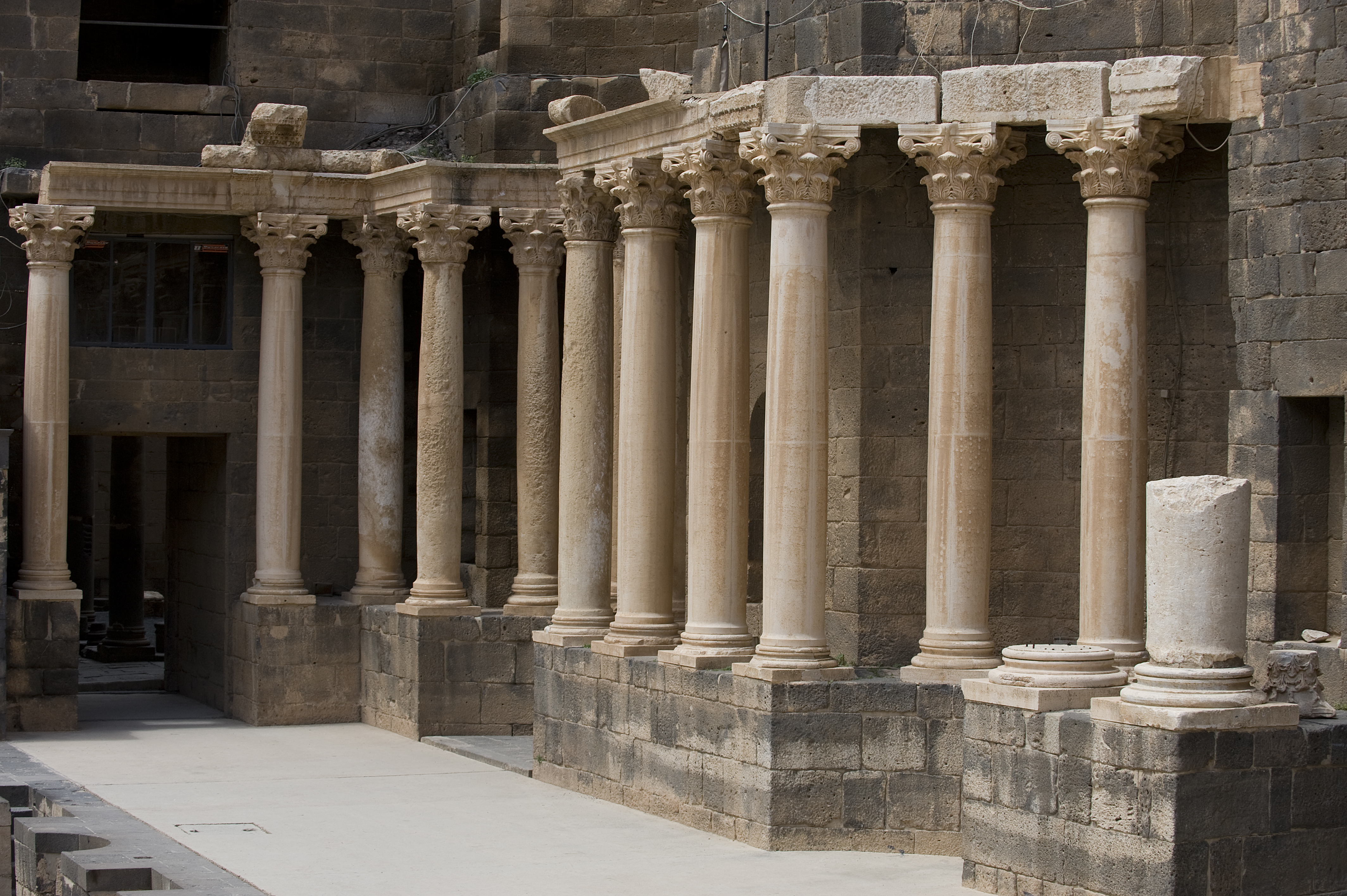
الأعمدة الكورنثية في المسرح الروماني في بصرى

يعد مسرح بصرى من المسارح الرومانية القليلة التي بقيت محفوظة بصورة متقنة، وإذا أمكن رفع المباني الحديثة التي تحجبه عن الأنظار فإنه يعطينا - أكثر من أي بناء مماثل سواء أكان ذلك في الشرق أو في الغرب - الصورة الكاملة عن داخل المسرح القديم. فالمدرج المنحوت من الحجر البازلتي يظهر بكامل أقسامه وتبدو منصة التمثيل وجميع تفرعاتها غير منقوصة وهي مزينة بمحاريب وأبواب كبيرة، ويتوج البناء رواق مسقوف لا تزال بعض أجزائه ظاهرة، ومسرح بصرى المثال الوحيد في العالم حتى الآن الذي يحتفظ ببعض أعمدة الرواق، والأفاريز التي تعلوها لا تزال قائمة في موضعها الأساسي وهي من الطراز الدوري والكورنثي. تم تشييد المسرح بالحجر البازلتي المحلي، ويبلغ قطر الحجر المستخدم 102 متراً، وطول منصة التمثيل 45.5 متراً، وعمقها 8.5 متراً، ويبلغ ارتفاع المسرح 22 متراً (الشكل5). تخترق المنصة أبوابٌ تؤدي إلى الكواليس، وفي الجدارين الجانبيين حول المنصة شرفات كان يجلس عليها حاكم الولاية وكبار الرسميين والزوار[6]. ويصل الباحة بالخارج ممران معقودان من اليمين واليسار بالأعمدة الدورية، ومنصة التمثيل عريضة وقليلة الارتفاع نسبياً، ووراء الجدار الغربي للمنصة باحة مكشوفة للاستراحة. نجد في المدرج 37 صفاً من المقاعد المتصلة، منها ما هو مخصص للشيوخ وآخر للفرسان والطبقة الوسطى ثم ممر تليه 5 صفوف للعامة، وتوصل إلى المستويات الثلاثة أدراج صاعدة تحت ممرات معقودة تسمح بالدخول والخروج خلال عشر دقائق. وذكر أن هذا المسرح كان يتسع لحوالي عشرة آلاف مشاهد. وكان المشاهدون يرون ويسمعون كل ما يجري في باحة العرض بوضوح.

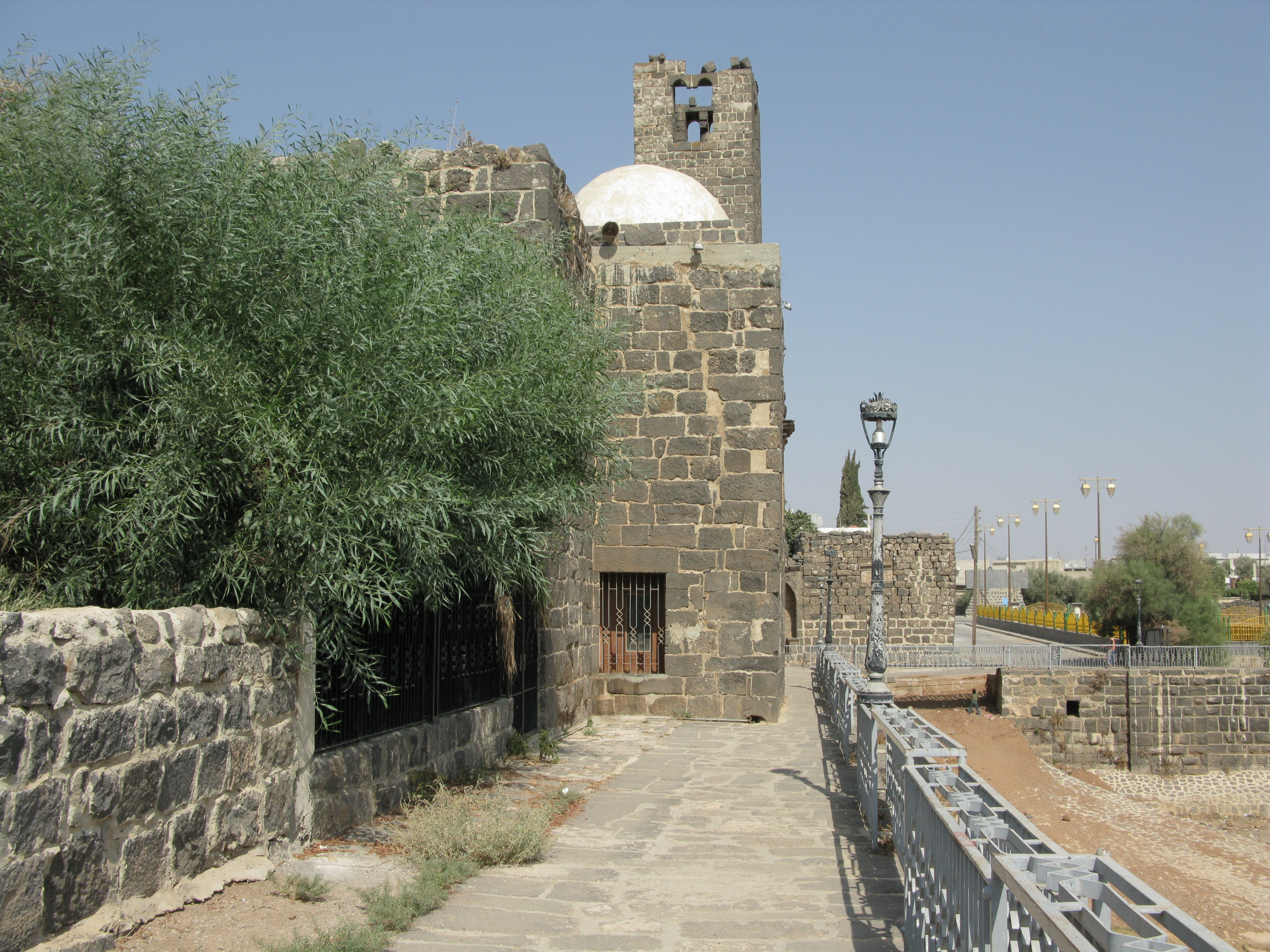
قلعة بصرى

وقد تحول هذا المسرح إلى قلعة (قلعة بصرى) فيما بعد. ويرجح أن التحصينات الأولى حول المسرح بدأت خلال العصر العباسي كما يذكر ابن عساكر عندما تم تهديد حاكم دمشق من قبل قبيلة بني مرة حيث سدت جميع أبوابه الخارجية وتركت له منافذ صغيرة فأصبح بمثابة حصن كان معروفاً باسم ملعب الروم. وفي العصر الفاطمي بنيت ثلاثة أبراج ملاصقة للجدران الخارجية الشرقية والغربية والشمالية. وفي زمن الحروب الصليبية بنى الملك العادل الأيوبي وأولاده في القرن الثالث عشر الميلادي تسعة أبراج محيطية ومستودعات ضخمة وخزان مياه، ليصبح المكان قلعة تامة وأحيطت هذه القلعة بخندق (الشكل6)، وتم حصر الدخول إليها بمدخل واحد يتم الوصول إليه عبر جسر خشبي.

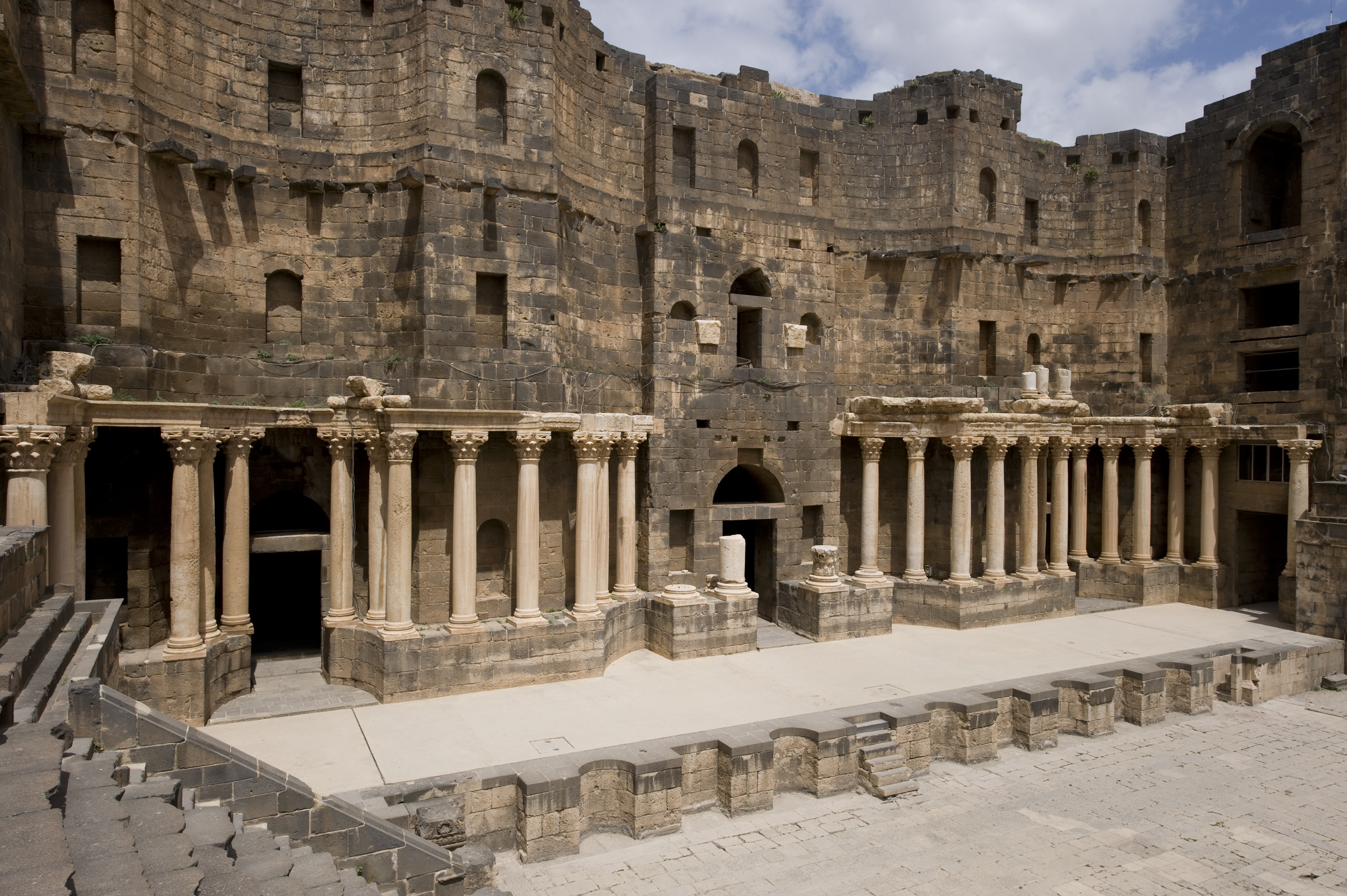
خشبة المسرح الروماني في بصرى

أما بخصوص العروض التي كانت تتم داخل المسرح فيعتقد أن الرومان أدخلوا عروضهم الأدبية، وكانت هذه العروض تتم باللغة اليونانية واللاتينية كوميدية وتراجيدية، وتشير آخر الدراسات أنه كانت تتم داخل مسرح بصرى عروض تتعلق بالأمور الدينية مترافقة بالرقص والموسيقى، وما تجدر الإشارة له أنه لم يتم العثور على أية دلائل تشير إلى استخدامه لعروض مصارعة الحيوانات كما هو الحال في مسرح تدمر.

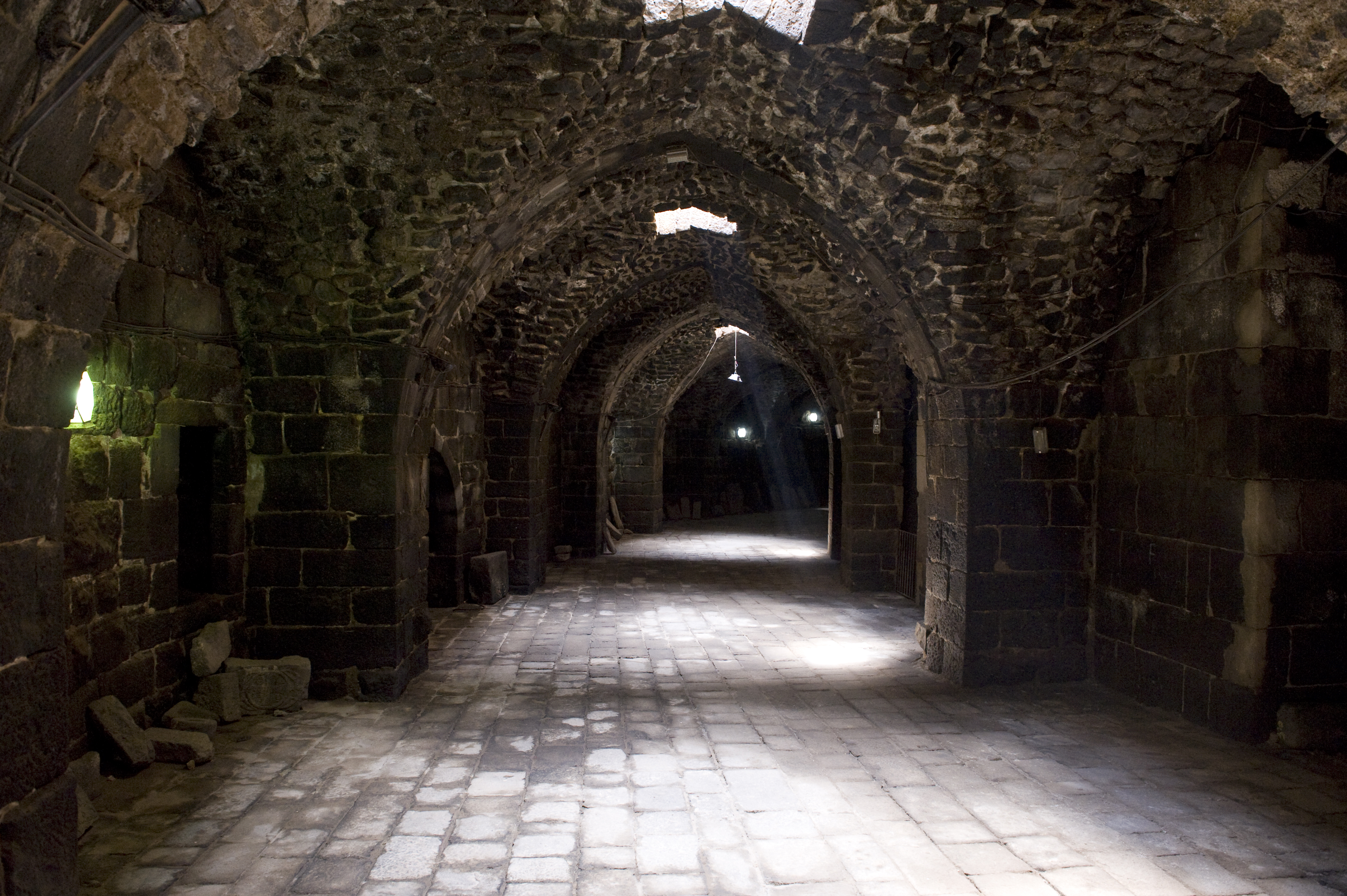
ألمسرح الروماني من الداخل في بصرى

إن مدينة بصرى إحدى المدن الهامة في العالم والمؤرخة على العصر الروماني، وما المسرح إلا أحد مباني المدينة الذي يقدم صورة جلية عن أهميتها ومكانتها في تاريخ المشرق العربي سواء في العصور القديمة أو الوسطى، فالمسرح حافظ على عمارته وشكله الأصيل بفضل القلعة الأيوبية الإسلامية التي احتضنته وحمته من الكوارث والحروب والعوامل الطبيعية.
مسرح بصرى من المسارح الرومانية القليلة التي بقيت سليمة تماماً على مستوى العالم، وبدأ إنشاء هذا المعلم حين اتخذ الإمبراطور الروماني تراجان بصرى عاصمة للولاية العربية في إمبراطوريته.

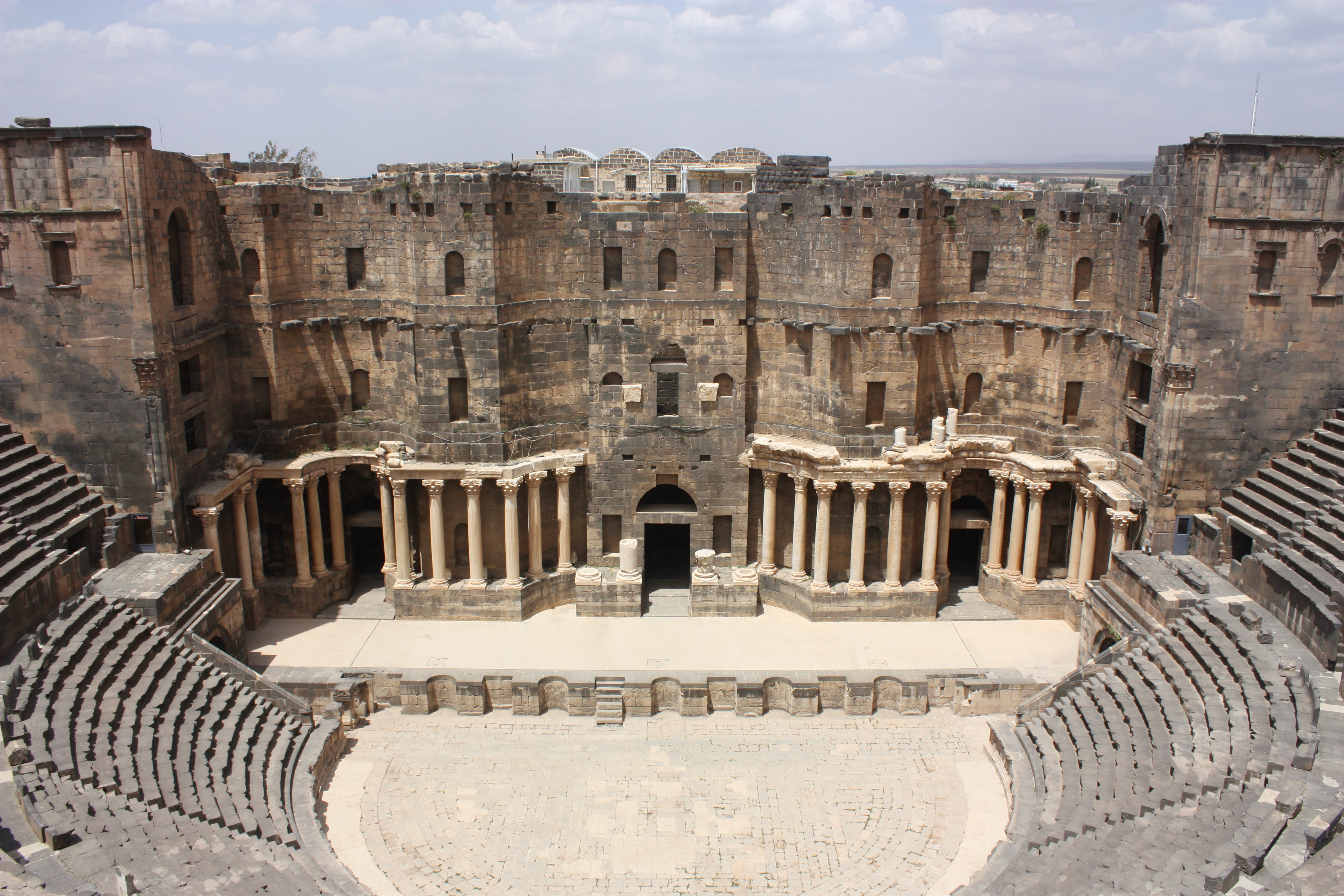
خشبة المسرح الروماني في بصرى

تم تصميم المسرح بأسلوب المسارح الرومانية، فهو قائم على أرض مستوية واستدارته نصف دائرة، وكذلك المدرج وباحة الجوقة الموسيقية ، ويصل الباحة بالخارج ممران معقودان من اليمين واليسار بالأعمدة الدورية ومنصة التمثيل عريضة وقليلة الارتفاع نسبياً. وتم تشييد المسرح بالحجر البازلتي المحلي.

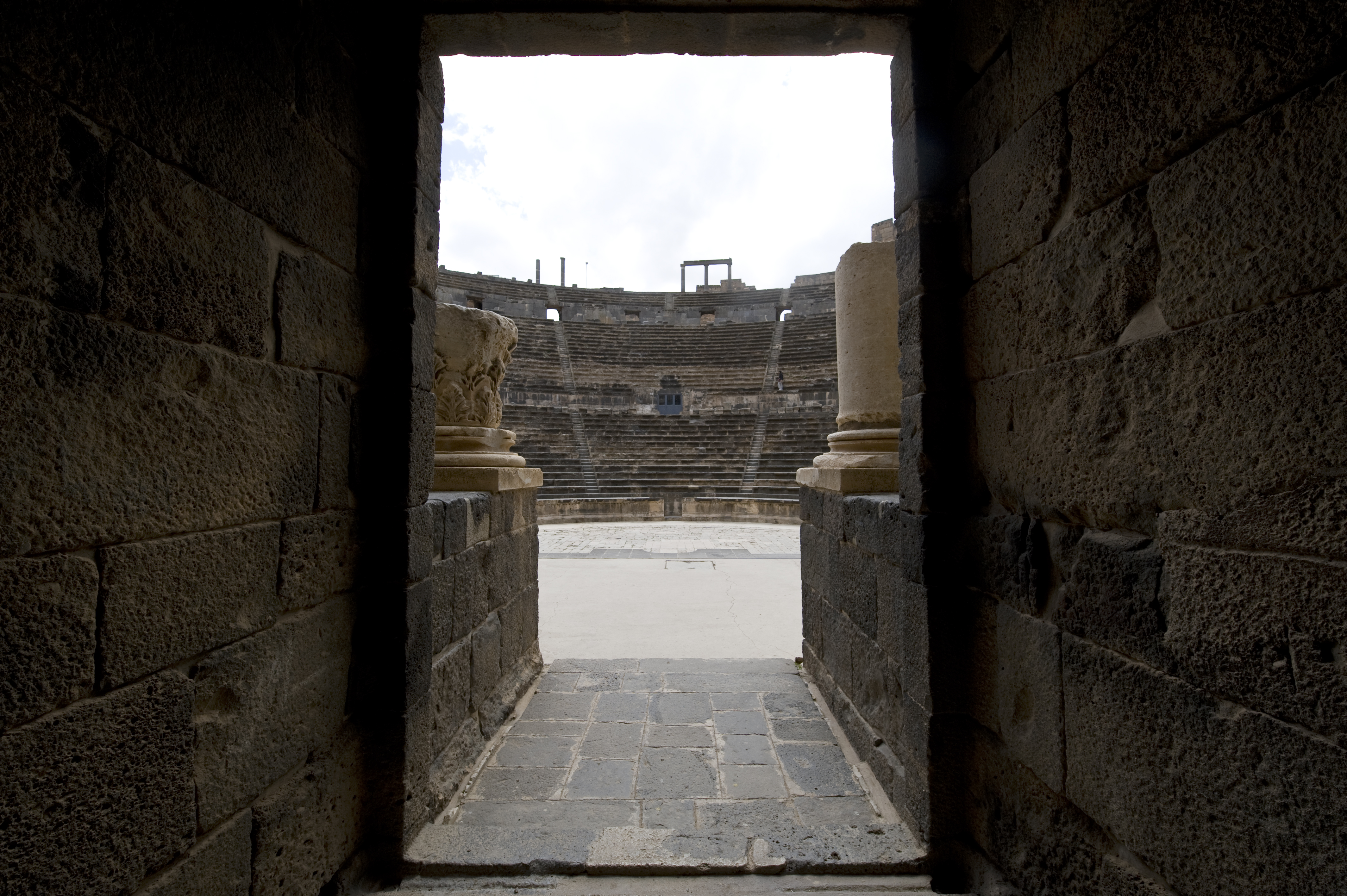
أحد الأبواب المؤدية إلى كواليس المسرح الروماني في بصرى

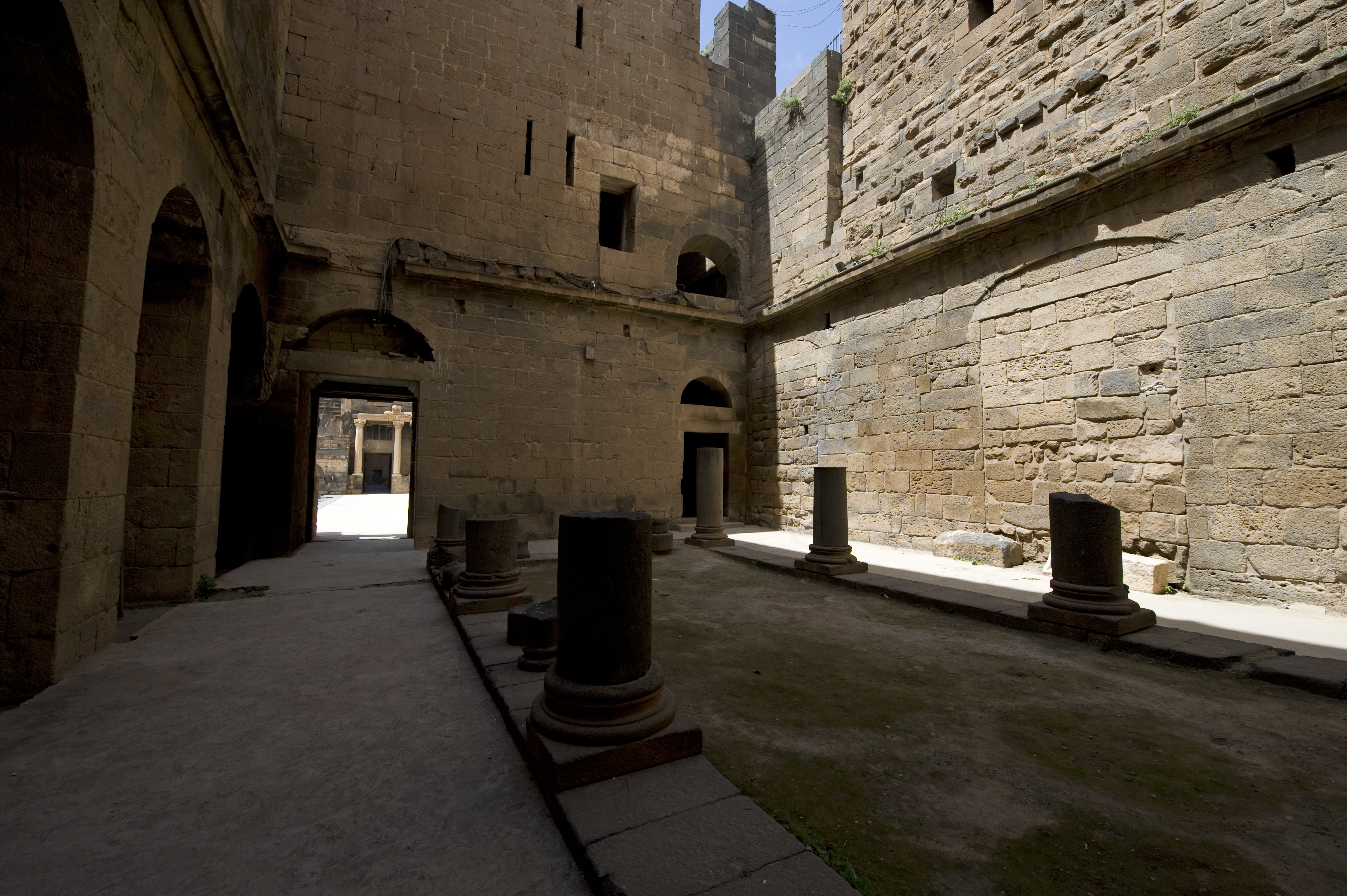
مسرح بصرى من الداخل

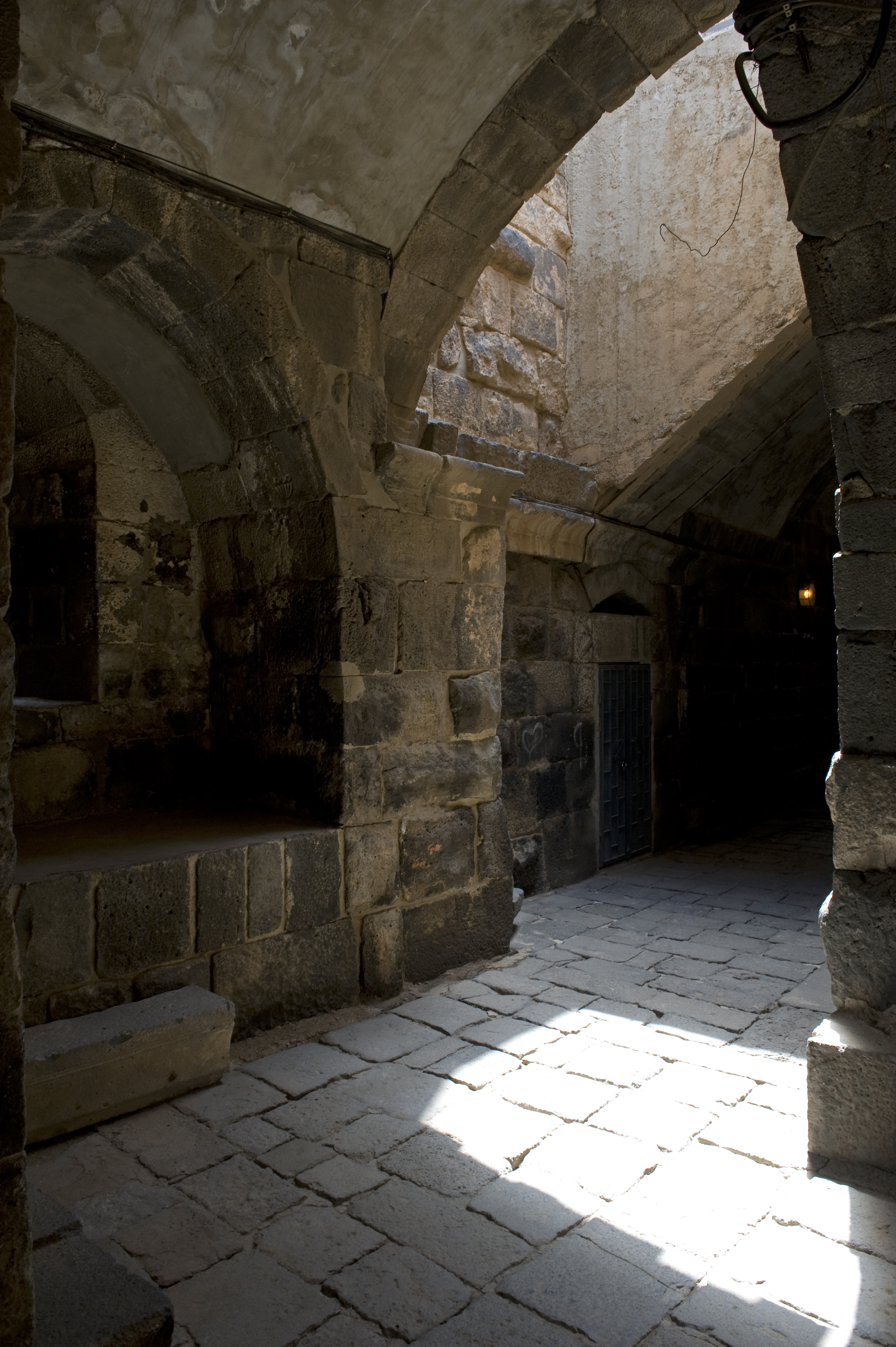
مسرح بصرى من الداخل

وتخترق المنصة أبواب تؤدي إلى الكواليس، وفي الجدارين الجانبيين حول المنصة شرفات كان يجلس عليها حاكم الولاية وكبار الرسميين والزوار. ووراء الجدار الغربي للمنصة باحة مكشوفة للاستراحة. وفي المدرج 37 صفاً من المقاعد المتصلة منها ما هو مخصص للشيوخ وآخر للفرسان والطبقة الوسطى ثم ممر تليه 5 صفوف للعامة متوجة برواق تحمل سقفه أعمدة تدور بالمدرج كله وتتصل بصف الأعمدة حول باحة الجوقة. وتوصل إلى المستويات الثلاثة أدراج صاعدة تحت ممرات معقودة تسمح بالدخول والخروج بدقائق. وذكر أن هذا المسرح كان يتسع بين عشرة آلاف وخمسة عشر ألف مشاهد. وكان المشاهدون يرون ويسمعون بوضوح كل ما يجري في باحة العرض. 

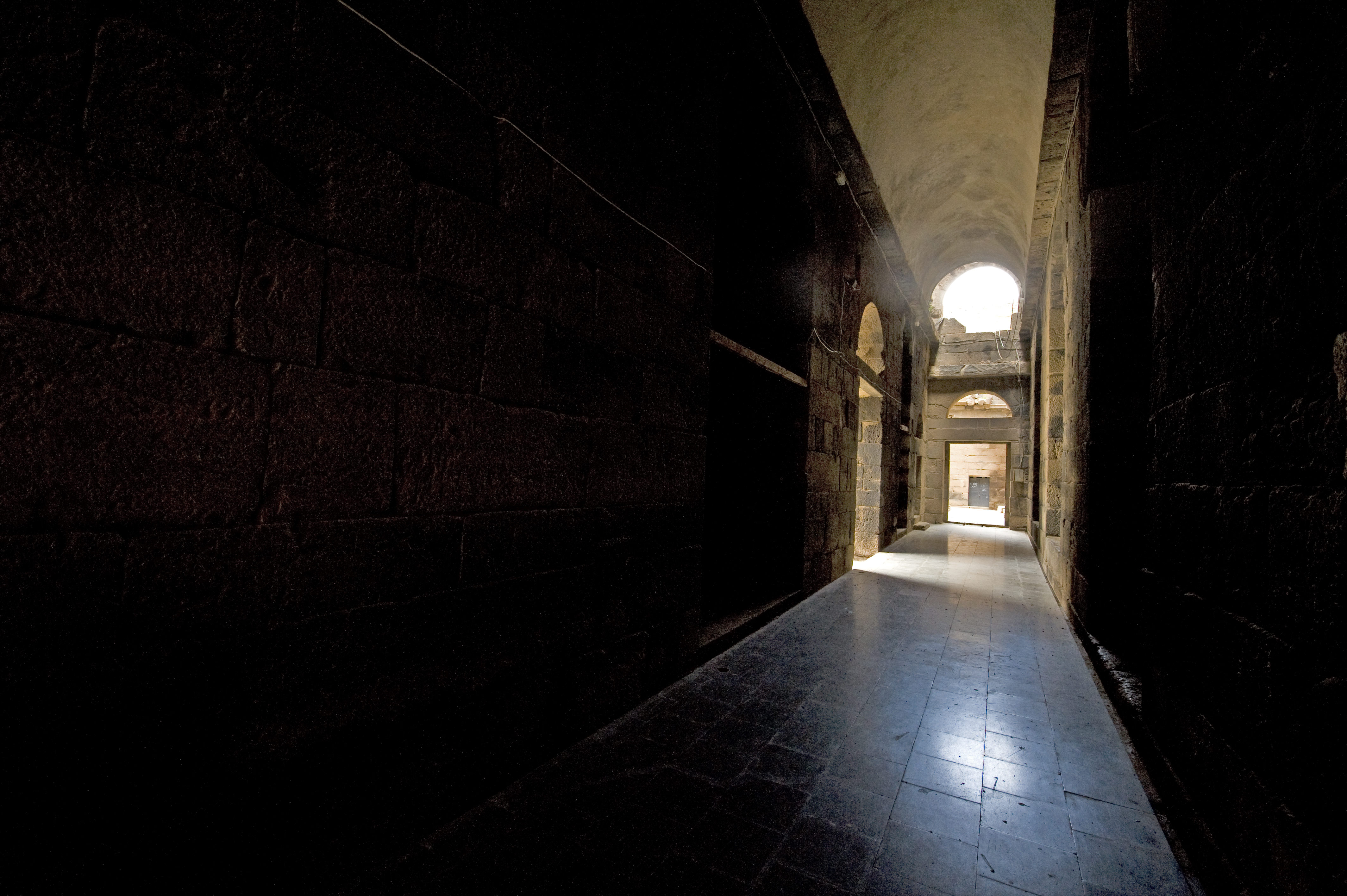
المسرح الروماني من الداخل في بصرى

## أبعاده
- طول منصة التمثيل 45.5 متر.
- عرض منصة التمثيل 54.35 متر.
- عمق منصة التمثيل 8.5 متر.
- قطر منصة التمثيل 102 متر.
- يبلغ ارتفاع المسرح 22 متر.

## أقسام المسرح
يتألف المسرح من ثلاثة أقسام رئيسية يفصل بينها ممر عريض، إلى يمينه ظهر المقاعد التي تشكل حاجزا بين كل قسم وإلى اليسار توجد الأبواب التي يدخل منها المتفرجون وهناك صالة علوية تستند إلى أعمدة من الطراز الدوري بقي عدد منها قائمًا وعند النزول من المدرج إلى المسرح يوجد ثلاثة أبواب. وحسب التقسيم قديمًا لهذه الأبواب كما يلي:
- الباب الأول للزائرين أو للمسافرين.
- الباب الثاني لسكان المدينة.
- الباب الثالث للطبقة العليا.

يدل البناء على المكانة الكبيرة التي تتمتع بها مدينة بصرى الشام ..